# Pseudowubana wagae
Pseudowubana wagae (O. P.-Cambridge, 1873) è un ragno appartenente alla famiglia Linyphiidae.
È l'unica specie nota del genere Pseudowubana.

## Distribuzione
La specie è stata rinvenuta in Russia e Mongolia.

## Tassonomia
Questa denominazione è sostitutiva di Veles Pakhorukov, 1981, secondo un'analisi effettuata sugli esemplari tipo Wubana wagae (O. P.-Cambridge, 1873), in quanto Veles Bangs, 1918 già indicava un genere di uccelli della famiglia Caprimulgidae.
Dal 1986 non sono stati esaminati altri esemplari, né sono state descritte sottospecie al 2012.

### Specie trasferite
A questo genere, oggi monospecifico, in passato sono state ascritte le seguenti specie:
- Pseudowubana uralensis (Pakhorukov, 1981); esemplari trasferiti al genere Wubanoides Eskov, 1986, con la denominazione Wubanoides uralensis (Pakhorukov, 1981) a seguito di un lavoro dell'aracnologo Eskov (1986c)[1].